# 大磯小桜
大磯小桜（おおいそこざくら）は、サクラの品種。神奈川県大磯町発祥で、2020年2月1日に品種登録された。
例年3月に満開を迎える。小さく可憐な花が枝に絡みつくように密生して咲く。花の色は白。大磯町と交流のある島根県美郷町にも植えられている。